# Bahnhof Killwangen-Spreitenbach
Der Bahnhof Killwangen-Spreitenbach ist ein Trennungsbahnhof in der Gemeinde Killwangen, welcher heute von den Schweizerischen Bundesbahnen betrieben wird. Er befindet sich im Limmattal am nordwestlichen Ende des in der Gemeinde Spreitenbach gelegenen Rangierbahnhof Limmattals. In seinem nordwestlichen Weichenkopf trennen sich die Heitersberglinie (Zürich-Lenzburg-Aarau) und die Bahnstrecke Zürich–Baden–(Brugg–Aarau), sowie die Verbindungskurve nach Würenlos und ins Furttal. Zwischen Killwangen und dem Bahnhof Dietikon, seinem Nachbarbahnhof Richtung Zürich, befinden sich vier Streckengleise mit einer Überwerfung.

## Geschichte
Die Schweizerische Nordbahn eröffnete den Bahnhof nicht am 7. August 1847, dem Tag der Inbetriebnahme der Bahnstrecke Zürich–Baden (Spanisch-Brötli-Bahn), sondern erst am 1. Februar 1848. Anfänglich war in keinem der durchfahrenen Aargauer Dörfer ein Bahnhof vorgesehen (die Gemeinde Wettingen wurde anfänglich umfahren). Im Zusammenhang mit dem Eisenbahnbau wurde zwischen Killwangen und Würenlos ein 3 Fuss breiter Steg erbaut, welcher nur von den Arbeitern benutzt werden durfte (ein Teil der Arbeiter war in Würenlos untergebracht). Nach der Bahnhofseröffnung wurde der Steg zu einem öffentlichen Flussübergang aufgewertet, so dass der Bahnhof nicht nur Killwangen und Spreitenbach, sondern auch der Gemeinde Würenlos zugutekam.
Der Name des Bahnhofs lautete anfänglich Bahnhof Killwangen; seit 1912 trägt er den Namen Bahnhof Killwangen-Spreitenbach. Da die Strecke durch den Bahnhof Killwangen-Spreitenbach die Ost-West-Hauptverkehrsachse der Schweiz ist, wurde sie früh elektrifiziert. Auf der Strecke Zürich–Baden(–Olten) konnte am 21. Januar 1925 der elektrische Betrieb mit 15'000 Volt 16,7 Hz aufgenommen werden.
Lange Zeit war der Bahnhof Killwangen-Spreitenbach ein gewöhnlicher Landbahnhof, bis die SBB in den 1950er Jahren beschlossen, in der Ebene zwischen Dietikon und Spreitenbach einen modernen Rangierbahnhof zu erbauen. Fast zeitgleich beschlossen sie den Bau der Heitersbergslinie, um die überlastete Eisenbahnlinie Zürich–Baden–Brugg zu entlasten. Das Ostportal des Heitersbergtunnels sollte in Killwangen zu liegen kommen. Zusammen mit der Zufahrt zum Rangierbahnhof musste der Bahnhof somit zu einem Verkehrsknoten umgebaut werden. Es war auch eine Verbindungskurve ins Furttal geplant, damit die Güterzüge aus der Ostschweiz diesen Weg einschlagen konnten und nicht durch Zürich fahren mussten. Dabei ersetzte man auch den östlich des Bahnhofs gelegenen Bahnübergang durch eine Unterführung.
Die Eröffnung der Heitersberglinie erfolgte am 1. Juni 1975. Der Rangierbahnhof Limmattal wurde in mehreren Schritten in Betrieb genommen. Der Endausbau war 1978 abgeschlossen, die Verbindungskurve Killwangen–Würenlos wurde am 4. Mai 1981 eröffnet.

## Gebäude

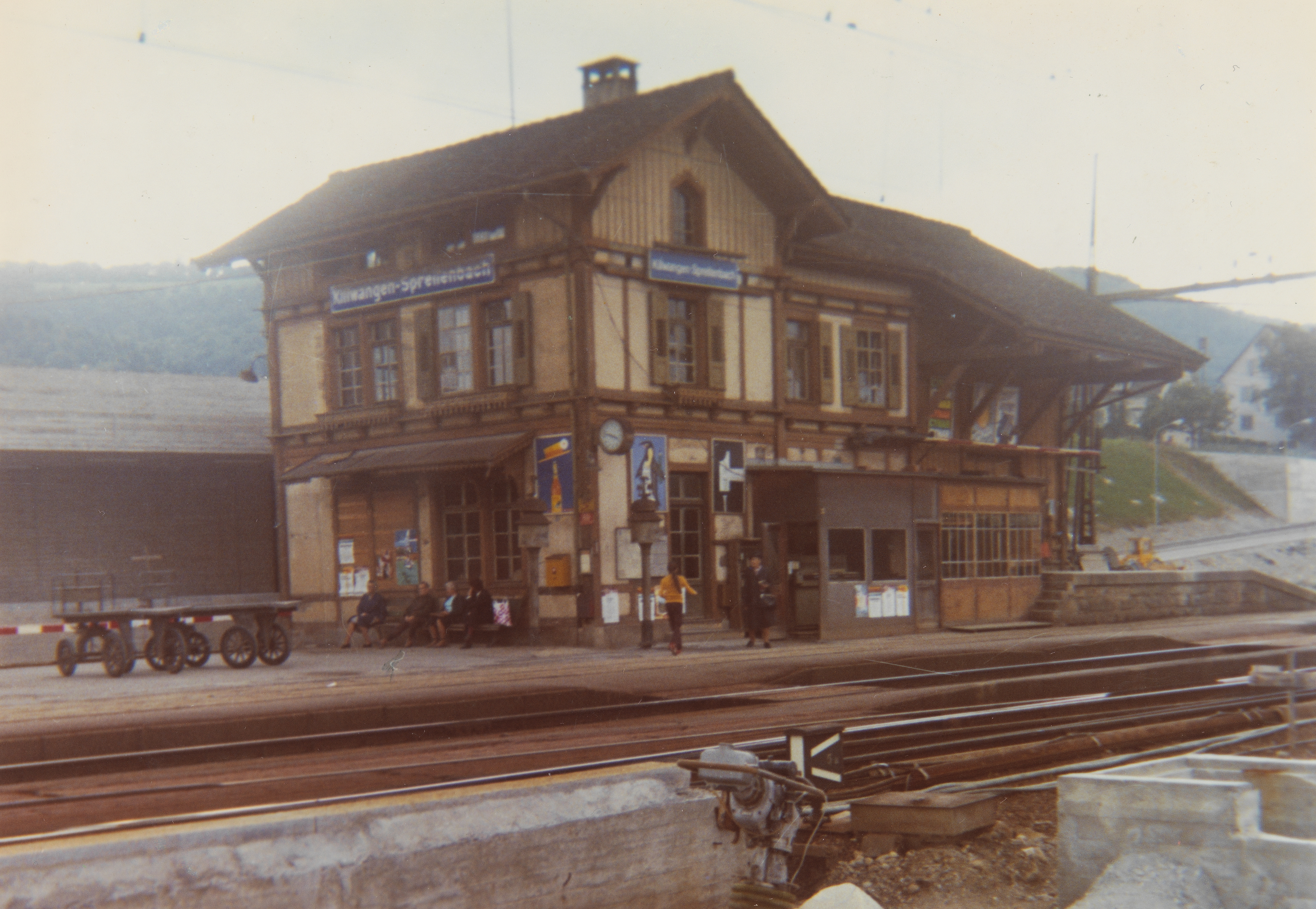
Das Bahnhofsgebäude von 1876 um 1975

Das erste Bahnhofsgebäude von 1848 war ein einfaches einstöckiges Gebäude in ähnlicher Form wie das in Dietikon erhaltene erste Bahnhofsgebäude. Die Schweizerische Nordostbahn ersetzte es 1876 durch einen Neubau. Es handelte sich um einen einfachen zweistöckigen Riegelbau mit angebauten Güterschuppen.
Im Zusammenhang mit dem Bau des Rangierbahnhofs und der Heitersberglinie wurde der Bahnhof komplett umgebaut und Max Vogt erbaute ein neues Bahnhofsgebäude mit Wohnungen und angebauten Güterschuppen. Das 1970 erbaute Bahnhofgebäude gilt als das Gebäude mit der radikalsten Fassade von Vogt, da die von ihm bevorzugten architektonischen Stilmittel hier am stärksten zum Tragen kommen. Der im Sichtbeton gehaltene Bau zeichnet sich durch die sachlich schlichte Fassade aus. Das Erdgeschoss ist grosszügig mit senkrechten Holzbrettern verkleidet und verglast. Es steht mit der Nordseite zu den Gleisen. Auf der Seite Richtung Zürich befindet sich das vierstöckige Wohngebäude, in dessen Erdgeschoss sich die Toilettenanlage und der Kiosk befinden. Auf der Gleisseite finden sich Aufenthaltsräume für das Bahnpersonal. Im ersten bis dritten Stock befinden sich zwei Vierzimmer-Wohnungen. Diese sind über die schienenseitigen Laubengänge mit mannshoher Brüstung erreichbar, wobei die Wohnungen höher liegen als die Laubengänge. Die Laubengänge sind aus dem östlich angebauten, aber geschlossenem Treppenhaus erreichbar. Westlich des Wohnhauses ist das einstöckige Bahnhofgebäude angebaut, wobei die Deckenplatte des Wohnhauses unterbrechungsfrei durchgezogen ist. Zwischen beiden Gebäudeteilen befindet sich die Treppe zur Perronunterführung. Der Mittelteil bestand ursprünglich aus einer Schalterhalle und Gepäckschaltern. Nördlich davon befindet sich der Stellwerkraum mit dem Domino-67-Stellwerk, welches seit dem 29. Oktober 2000 mit dem System Iltis von Zürich-Altstetten aus ferngesteuert wird. Im Jahr 2011 erfolgte die Verlegung der Fernsteuerung von Zürich Altstetten in die Betriebszentralen am Flughafen Zürich. Im ehemaligen Gepäckschalter wurde 2008 eine Gaststätte eingebaut. Der westlichste Gebäudeteil ist die Güterexpedition. Diese wird aber nicht mehr als solche von der Bahn genutzt, sondern ist als Lagerraum vermietet.
Das Gebäude befindet sich nicht mehr im Originalzustand, sondern ist teilweise verändert worden. Zum einen musste eine umfassende Betonsanierung durchgeführt werden. Des Weiteren ist vor allem im Erdgeschoss die Innenraumeinteilung verändert worden, weil sie den heutigen Bedürfnissen angepasst wurde.
Vor dem Heitersbergtunnel, auf der Südseite neben dem Tunnelportal, befindet sich das Unterwerk Killwangen.

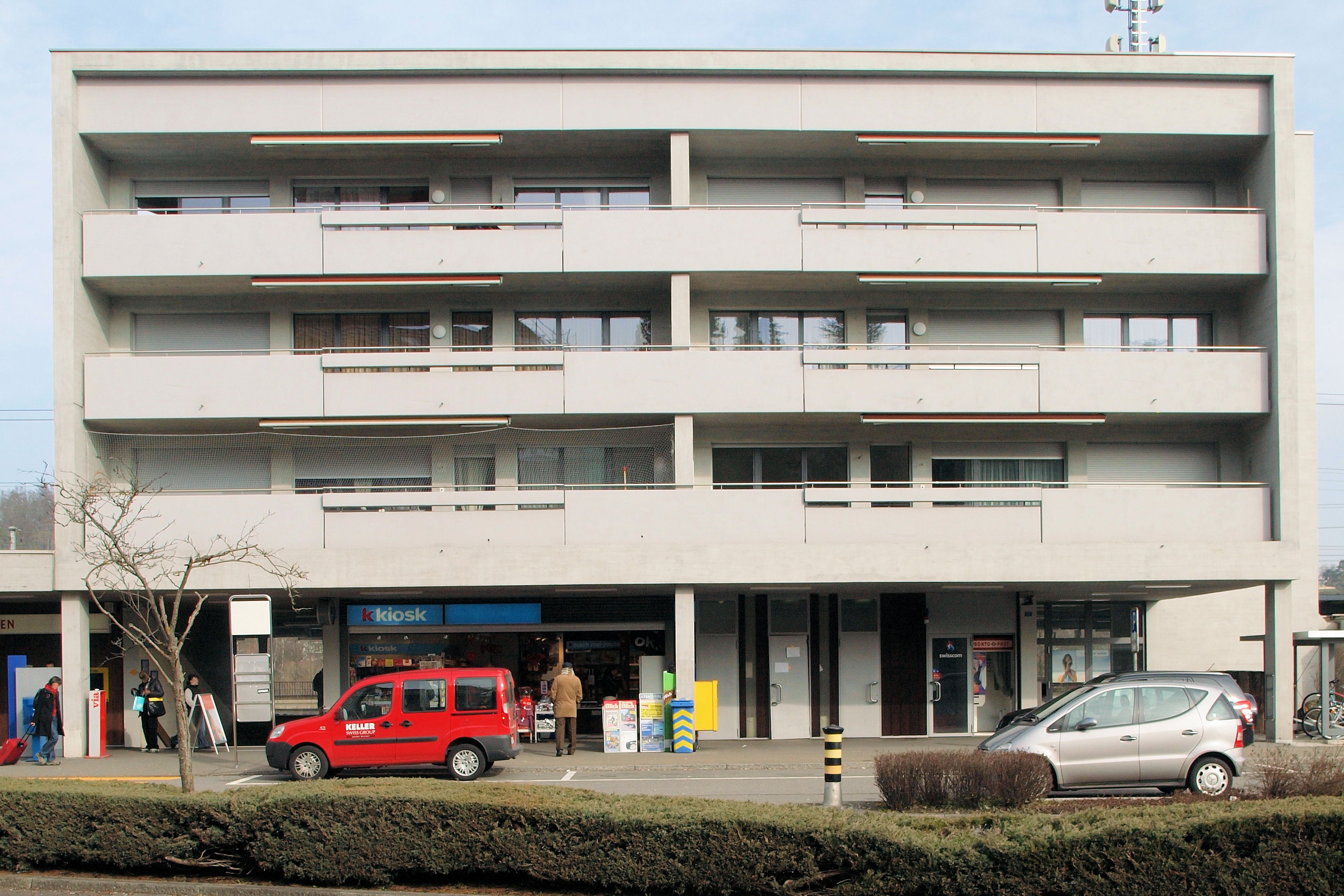
Wohngebäude, Sicht auf Balkonseite
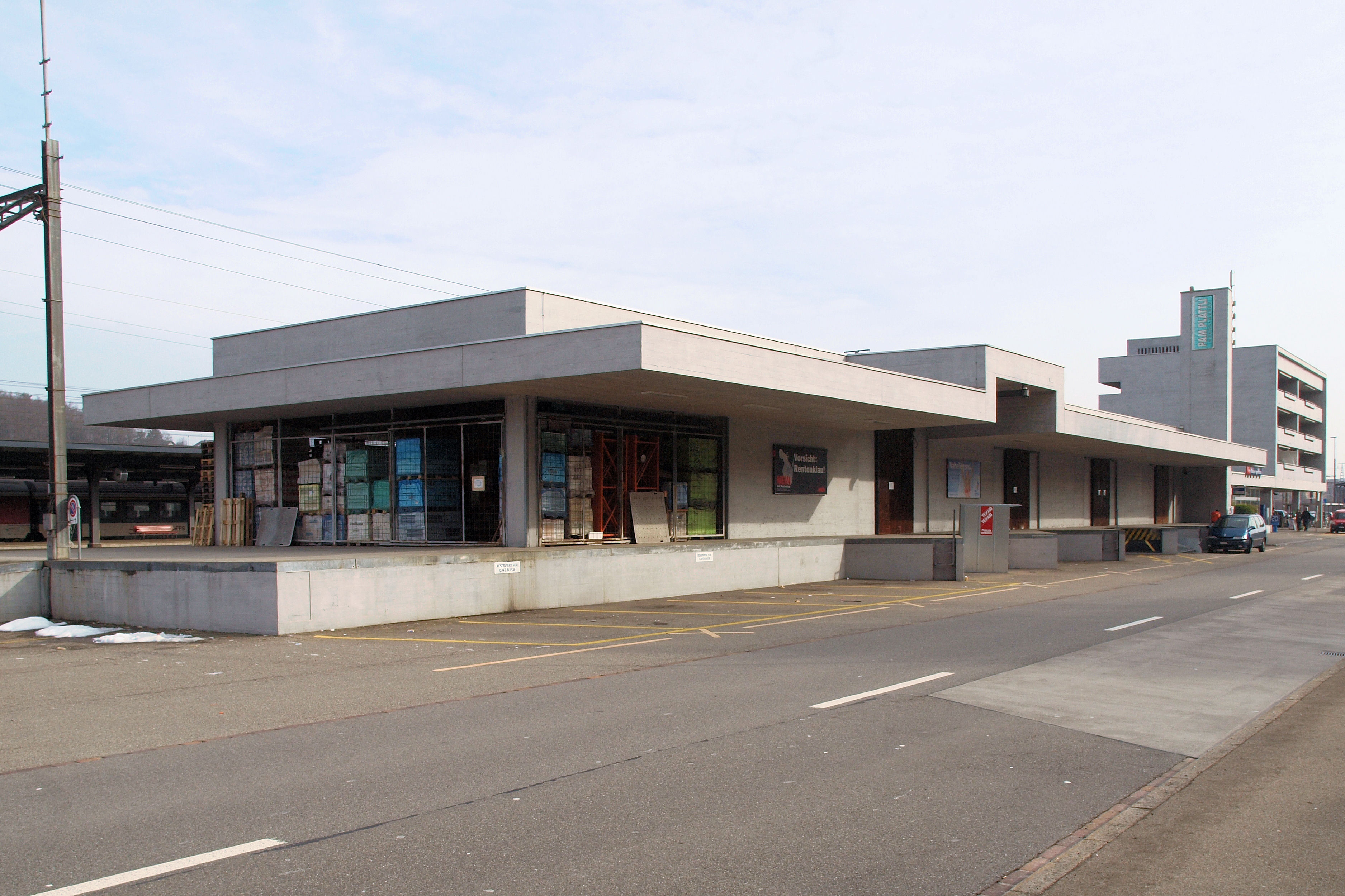
Strassenansicht des Güterschuppen

## Gleisanlage

Schematischer Gleisplan des Bahnhof Killwangen-Spreitenbach; Blau: elektrifizierte Gleise; Schwarz: Gleise ohne Fahrleitung; Rot: um 2006 abgebrochenes Gleis 50; Grün gestrichelt: geplantes Limmatviadukt

Der Bahnhof besitzt acht Gleise. Direkt vor dem Bahnhofgebäude befindet sich das Gleis 1, ein Rangiergleis, das von keinem durchfahrenden Zug benutzt wird. Es folgt das Gleis 2, welches die eigentliche Verlängerung des westlichen Ausfahrgleises 310 und 192 des Rangierbahnhofes ist. Das Gleis 3 wird von den Schnellzügen von Zürich und vor allem in Richtung Heitersbergtunnel benutzt, da es in das Streckengleis 311 des Heitersbergtunnels mündet. Zwischen dem Gleis 3 und 4 befindet sich ein 334 Meter langer Bahnsteig, welcher durch die Unterführung mit zwei Treppen erschlossen ist. Die Bahnsteighöhe beträgt auf 318 Meter Länge 55 Zentimeter, die restlichen 16 Meter auf der Seite Zürich sind nur 25 Zentimeter hoch. Das Gleis 4 wird von den S-Bahnzügen von Zürich und vor allem von den Zügen in Richtung Baden benutzt, da es die Verlängerung des Streckengleises 611 nach Baden ist. Das Gleis 5 ist das S-Bahngleis in Richtung Zürich und die Verlängerung des Streckengleises 711 von Baden, es wird vor allem von den S-Bahn-Zügen benutzt. Zwischen den Gleisen 5 und 6 befindet sich ein 391 Meter langer Bahnsteig, welcher durch die Unterführung mit zwei Treppen erschlossen ist. Die Bahnsteighöhe beträgt auf 224 Meter Länge 55 Zentimeter, die restlichen 128 Meter auf der Seite Zürich und 39 Meter auf der Seite Wettingen sind nur 25 Zentimeter hoch. Das Gleis 6 wird von den Schnellzügen Richtung Zürich benutzt, denn es ist das verlängerte Streckengleis 411 der Heitersberglinie. Dahinter folgen die Gleise 7 und 8, welche die beiden Einfahrgleise 193 und 194 für den Rangierbahnhof sind und schon auf Höhe des Empfangsgebäudes auf einer Rampe liegen. Diese beide Gleise werden vor allem von einfahrenden Güterzügen benutzt: das dem Aufnahmegebäude näherliegende von den Zügen aus dem Heitersbergtunnel oder Baden, das entferntere von den Zügen über die Verbindungskurve von Würenlos.
Zwischen den Gleisen 010-192, 110-193 und 210-194 befindet sich offiziell kein Streckengleis, bzw. es berühren sich zwei Bahnhofgleise. Es können mit gegenseitiger Zustimmung zwischen den Bahnhöfen Killwangen-Spreitenbach und dem Rangierbahnhof Limmattal (RBL), Rangierfahrstrassen über diese drei Gleise gestellt werden. Die Fahrt übers Gleis 310 gilt als eine Fahrt über ein Streckengleis.
Beide Bahnsteige besitzen im Bereich der Unterführung ein 103 Meter langes Perrondach mit je einem doppelseitigen Fallblatt-Anzeigegerät des Typs P3v für jedes Gleis. Die Bahnsteige sind nicht mit Rampen, Rollstuhlliften oder normalen Liften ausgestattet. Der Bahnhof ist somit nicht barrierenfrei zugänglich und muss beim nächsten Umbau entsprechend angepasst werden. Die Unterführung ist von der Rückseite her für Rollstühle zugänglich, es müsste also nur eine der beiden Treppen durch eine Rampe ersetzt werden. Die Bahnsteige sind über einen Karrenübergang erschlossen, um zum Beispiel mit Schneeräumfahrzeugen auf die Bahnsteige zu gelangen. Dieser Übergang besitzt im Bereich des Bahnsteiges eine absenkbare Rampe, welche im Normalzustand früher eine gleichmässige Perronkante ermöglichte (wurde bei der Erhöhung der Perronkante auf ursprünglicher Höhe belassen). Dieser Zugang kann aus Sicherheitsgründen nur von Bahnpersonal bedient und benutzt werden. Ein Überschreiten der Gleise ist für Reisende streng verboten.
Vom Gleis 7 zweigt auf Höhe des Wohntraktes das Industrieanschlussgleis Härdli ab. Dieses unterquert zuerst die RBL-Überwerfung und überquert danach die Autobahn A1, um sich danach im Industriegebiet Härdli in mehrere Gleisanschlüsse aufzufächern. Östlich des Bahnhofs liegen gleich die beiden Anschlussgleise der Firma Mäder-Lacke. Weiter östlich, auf der Dorfseite, südlich der Rangierbahnhofs-Zufahrt, befindet sich die Abstellgruppe J des Bahnhofes mit weiteren Industrieanschlussgleisen. Die westliche Verlängerung von Gleis 2, das Gleis 62, wird vor allem zum Abstellen von Bauzügen benutzt.
Der Bahnhof besitzt eine Besonderheit: Die Gleisdurchschneidung 84 ist mit beweglichen Zungen ausgerüstet, welche die Funktion eines beweglichen Herzstückes erfüllen und somit ein stossfreies Überfahren gestatten. Sie war die erste ihrer Bauart in der Schweiz.
Das Gleis 50 wurde in den 2000er Jahren entfernt.
Auf der Westseite des Bahnhofes wurde von 2013 bis 2016 ein Lehnenviadukt über die Limmat gebaut. Dieses erlaubt es, von Wettingen her kommend direkt in den RBL einzufahren, ohne die Gleisachse (411-65-6-36-610), die aus dem Heitersbergtunnel kommt, zu kreuzen. Die geplante Bauzeit war von 2011 bis 2013. Effektiv wurde erst im Juli 2013 mit dem Bau begonnen. Ende 2015 war die Brücke im Rohbau fertig gestellt. Die Inbetriebnahme der Gleisverbindung war auf den Fahrplanwechsel am 11. Dezember 2016.
Am 1. März 2018 begann die Modernisierung der Perronanlage und deren Zugang. Der Umbau beinhaltete den Einbau von jeweils einer Rampe zu den beiden Zwischenperrons und ein Lift beim Hauptgebäude. Dies ermöglicht zukünftig einen stufenfreien Zugang. Zusätzlich wurden die Perronkanten der Gleise 5/6 erhöht, sodass danach mindestens ein 300 Meter langer Abschnitt mit 55 cm Höhe zur Verfügung steht. Die Bauarbeiten hierfür konnten im August 2019 vollendet werden.

## Betrieb
Der Bahnhof ist Teil der S-Bahn Zürich und liegt im Tarifverbund A-Welle. Folgende Linien halten in Killwangen-Spreitenbach:
- S 11 Aarau – Lenzburg – Dietikon – Zürich HB – Stettbach – Winterthur – Seuzach/Sennhof-Kyburg (– Wila)
- S 12 Brugg – Altstetten – Zürich HB – Stettbach – Winterthur – Schaffhausen/Wil

Ohne Halt durchfahren den Bahnhof sonst alle anderen Personenzüge (ungefähr 10-12 Züge pro Richtung und Stunde).
Durch den Rangierbahnhof hat der Bahnhof ein sehr hohes Güterverkehrsaufkommen, befindet sich doch in dessen Ostkopf die Überwerfung der Einfahrgleise in den Rangierbahnhof. Die ausfahrenden Güterzüge benutzen in der Regel das Gleis 310 bzw. 192, welche beide in das Gleis 2 münden. Seit 2009 ist es durch eine neue Weichenverbindung möglich, dass die Güterzüge schon vor der Fernverkehrs-Überwerfung auf das S-Bahngleis 410 (im Bahnhof Gleis 4) fahren. Dadurch müssen sie nicht die Gleisachse 710-3-311 in den Heitersbergtunnel queren, um in die Richtung Baden zu fahren. Von dieser Möglichkeit wird aber hauptsächlich am frühen Morgen Gebrauch gemacht.
Im Bahnhof Killwangen-Spreitenbach wird seit 2013 eine Rangiergruppe der SBB Cargo von Dietikon aus bedient. Diese gehört zum Team Zürich und verwendet einen funkfernsteuerbaren Tm IV oder Am 843. Der Bahnhof gehört zwar zum Grundnetz, besitzt aber keinen eigenen Freiverlad mehr (Zustellung nur in Gleisanschlüsse möglich). Die nächste Freiverladmöglichkeit befindet sich in der rund 5 bis 6 Kilometer entfernten Ortsgüteranlage Dietikon.
Der Bahnhof besass bis am 30. Juni 2017 eine Verkaufsstelle des Personenverkehrs, die seit 1. September 2011 von Montag bis Freitag geöffnet war. Sie wurde geschlossen, da die vor einiger Zeit eröffnete Verkaufsstelle im Shoppingcenter Shoppi Tivoli in Spreitenbach, welche besser benutzt wurde. Diese ist wie die Läden von Montag bis Samstag geöffnet und bietet das komplette Verkaufssortiment an.

### Nahverkehr
Der Bahnhof ist ein wichtiger Umsteigepunkt auf die örtlichen Bus- und Tramlinien. Insgesamt wird der Bahnhof von fünf Linien angefahren betrieben von der Regionale Verkehrsbetriebe Baden-Wettingen dies sind;
- 2 Untersiggenthal – Obersiggenthal – Nussbaumen – Ennetbaden – Baden Bahnhof Ost –  Neuenhof Webermühle – Killwangen Bahnhof – Shoppi Tivoli – (IKEA) (Sonntag nur ab/bis Baden Bhf)
- 4 Baden Ruschebach – Baden Bahnhof Ost – Wettingen Bahnhof – Neuenhof Posthorn – Killwangen Bahnhof – Shoppi Tivoli – (IKEA) (Mo–Sa)
- 10 Killwangen Bahnhof – Spreitenbach Härdlistrasse, (nur Mo–Fr zu Hauptverkehrszeiten)
- 11 Würenlos Bahnhof – Killwangen Bahnhof, (nur Mo–Fr)
- 20 Bahnhof Zürich Altstetten – Schlieren Geissweid – Bahnhof Dietikon – IKEA – Bahnhof Killwangen-Spreitenbach

### Nachtnetz
In den Nächten Fr–Sa, Sa–So und Feiertagen ist der Bahnhof Killwangen-Spreitenbach am Nachtnetz der RVBW sowie der S-Bahn Zürich angeschlossen.
- SN1 Aarau – Wildegg – Brugg – Dietikon – Zürich HB – Stettbach – Winterthur
- SN11 Olten – Aarau – Mellingen Heitersberg – Dietikon – Zürich HB – Stettbach – Winterthur
- N33 Baden Bhf Ost – Neuenhof Webermühle – Bahnhof Killwangen-Spreitenbach – Dietikon Bhf (RVBW)